# NGC 1076
NGC 1076 ist eine linsenförmige Galaxie vom Hubble-Typ S0-a? im Sternbild Cetus am Südsternhimmel. Sie ist schätzungsweise 92 Millionen Lichtjahre von der Milchstraße entfernt und hat einen Durchmesser von etwa 55.000 Lj.

Im selben Himmelsareal befinden sich u. a. die Galaxien NGC 1065, IC 252, IC 253, IC 254.
Das Objekt wurde am 29. Dezember 1885 von Lewis Swift entdeckt.